# Aria (album Dario Baldan Bembo)
Aria è l'album di debutto del cantautore italiano Dario Baldan Bembo, pubblicato nel 1975 dall'etichetta discografica Come il Vento con distribuzione RCA.

## Tracce

### Lato A
1. Aria
2. Stranieri noi
3. Canto di Levania
4. Arpeggiato

### Lato B
1. Mondo nuovo
2. Nico
3. Corale
4. La nuvola con i piedi
5. Aria (ripresa)

## Formazione
- Dario Baldan Bembo – voce, tastiera, flauto
- Salvatore Fabrizio – chitarra
- Gigi Cappellotto – basso
- Andy Surdi – batteria
- Furio Bozzetti – percussioni
- Maurizio Fabrizio – chitarra